# Dohánygyár
El Dohánygyár fue un equipo de fútbol de Hungría que alguna vez jugó en la NB1, la primera división de fútbol en el país.

## Historia
Fue fundado en el año 1900 en la ciudad de Óbuda en la capital Budapest con el nombre 33 FC, y fue uno de los equipos fundadores de la NB2 en 1901, convirtiéndose en el primer equipo campeón de la segunda división de Hungría. También se convirtió en el primer club de fútbol de Hungría que juega en la NB1 como un equipo promovido de categoría.
En su debut en la máxima categoría termina en tercer lugar, y juega en la NB1 por 28 temporadas no consecutivas hasta que el club desaparece en 1958.

### Reencarnación
El club reencarna como un equipo de categoría aficionada en Hungría con el nombre 33 FC a inicios del siglo XXI, pero no se toma en cuenta la historia del club desaparecido.

## Palmarés
- NB2: 1

1901

## Nombres
El club adoptó varios nombres a lo largo de su historia, los cuales fueron:
- 1900–1926: 33 FC
- 1926–1929: Budai 33
- 1929–1949: Budai 11
- 1949–1957: Ganzvillany
- 1957–1958: Dohánygyár